# Mathura (Distrikt)
Der Distrikt Mathura (Hindi मथुरा ज़िला, Urdu ضلع متھرا) ist ein Distrikt im nordindischen Bundesstaat Uttar Pradesh. Sitz der Verwaltung ist die Stadt Mathura.

## Lage und Klima
Der Distrikt Mathura liegt im Westen Uttar Pradeshs an der Grenze zu den Bundesstaaten Rajasthan und Haryana. Der Yamuna durchfließt den Distrikt in Nord-Süd-Richtung. Es herrscht ein subtropisches Monsunklima. Vier Jahreszeiten werden unterschieden: die Zeit des Südwestmonsuns (Juni bis September), die Post-Monsunzeit (Oktober bis Dezember), der Winter (Januar bis März) und die Prä-Monsunzeit oder der Sommer (April bis Mai). Der Jahresniederschlag liegt bei 591 mm, wovon knapp 90 % (519 mm) während der Monsunzeit fallen. In der restlichen Jahreszeit ist das Klima trocken.

## Geschichte

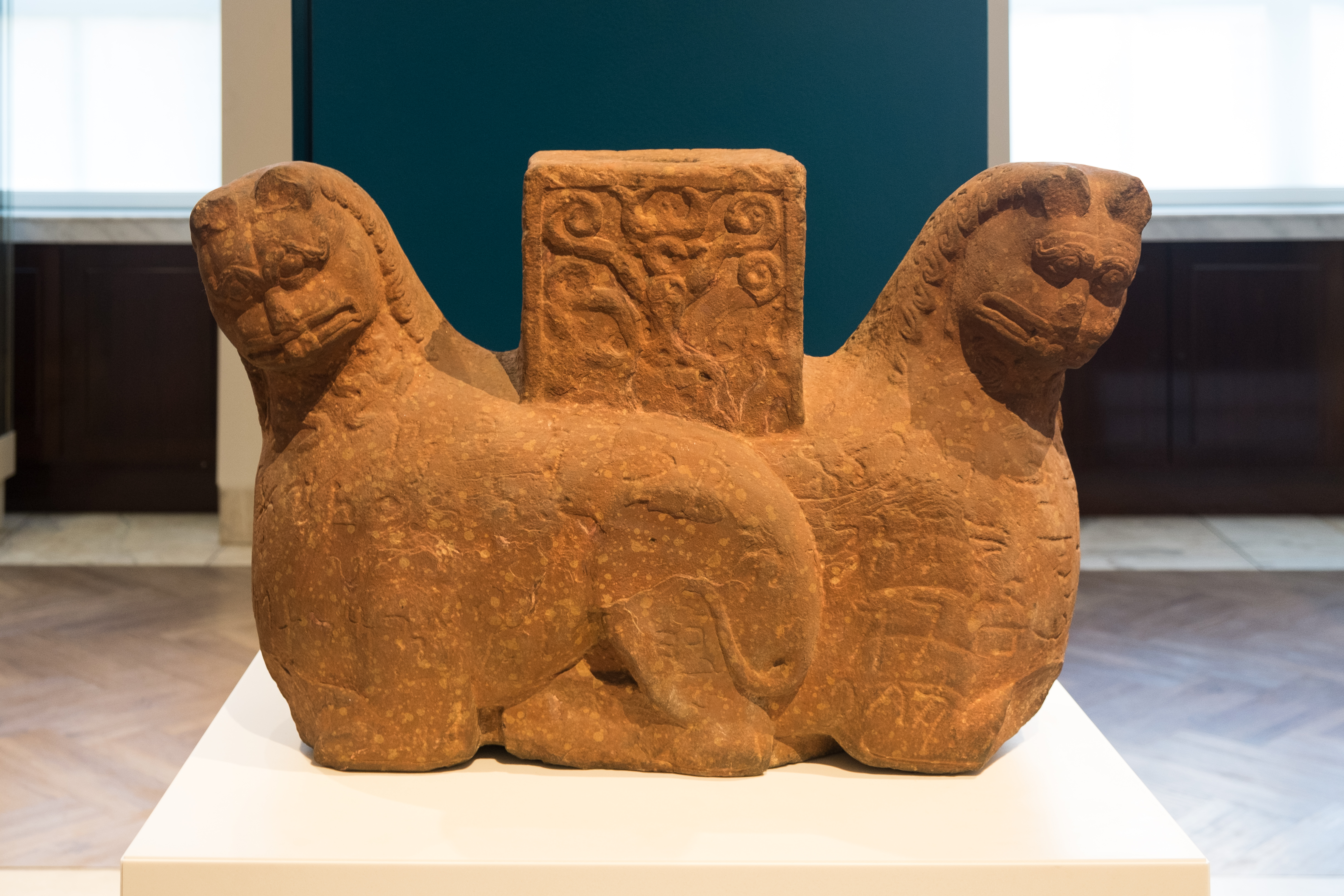
Das im Jahr 1869 bei Mathura entdeckte Löwen-Kapitell geht auf die indo-skythische Zeit zurück (heute im British Museum)

Die namensgebende Distrikthauptstadt Mathura hat eine alte Geschichte, ist eine der ältesten Städte in Uttar Pradesh und wird zu den sieben heiligsten Städten des Hinduismus gezählt. Die Stadt und der Distrikt standen und stehen ganz im Zeichen der Verehrung Krishnas, der hier in die Welt gekommen sein soll. Der Ort ist sowohl für Buddhisten, Hindus und Jains historisch bedeutsam. Im 6. Jahrhundert v. Chr. war Mathura Hauptstadt der Surasena-Dynastie (eines der 16 Mahajanapada-Reiche). Die Surasena-Dynastie wurde zusammen mit anderen Kshatriya-Dynastien ungefähr um 350 v. Chr. durch das Magadha-Reich abgelöst. Einige Jahrzehnte später folgte das Maurya-Reich (4. bis 2. Jahrhundert v. Chr.). Um 300 v. Chr. reiste der griechische Diplomat Megasthenes durch die Region und erwähnte in seiner Reisebeschreibung einen Ort Μέθορα Méthora (= Mathura), dessen Bewohner Herakles (= Krishna) verehrten. Nach dem Zerfall des Maurya-Reiches kam es zu mehreren Invasionen des Indo-Griechischen Königreichs, wahrscheinlich unter Demetrios und später unter dessen Nachfolger Menander, so dass die Region möglicherweise zeitweilig unter griechisch-indischer Herrschaft stand. Im ersten vorchristlichen Jahrhundert befand sich das Gebiet für einige Jahrzehnte unter skythischem Einfluss. In den nachchristlichen Jahrhunderten herrschten hier die Kuschanas, und später die Guptas. Der durchreisende chinesische Pilgermönch Xuanzang beschrieb im Jahr 634 Mathura (Mo-tu-lo) als große befestigte Stadt mit etwa 20 buddhistischen Klöstern. Ab dem 11. Jahrhundert begann die islamische Eroberung Nordindiens, zunächst mit Raub- und Plünderungsfeldzügen unter Mahmud von Ghazni. Später etablierten sich dauerhafte islamische Herrschaften. Dominierend wurde in der Gangesebene das Sultanat von Delhi. Dieses wurde nach der ersten Schlacht bei Panipat 1526 vom Mogulreich abgelöst. Im 18. Jahrhundert erfuhr das Mogulreich einen Machtverlust und eine Desintegration und wurde durch Invasionen aus Persien und Afghanistan geschwächt. Der südliche Bereich Uttar Pradeshs geriet unter die Herrschaft der Marathen, wurde im Ersten Marathenkrieg von Truppen der Britischen Ostindien-Kompanie erobert und von dieser 1803 annektiert. 1832 wurde der Distrikt Mathura eingerichtet. In den Jahren 1840 und 1874 erfolgten Anpassungen der Distriktgrenzen. 1857 beteiligte sich der Distrikt am Aufstand gegen die britischen Kolonialherren und auch in späteren Jahrzehnten gab es hier immer wieder Akte des Widerstands und zivilen Ungehorsams gegen die britische Herrschaft.

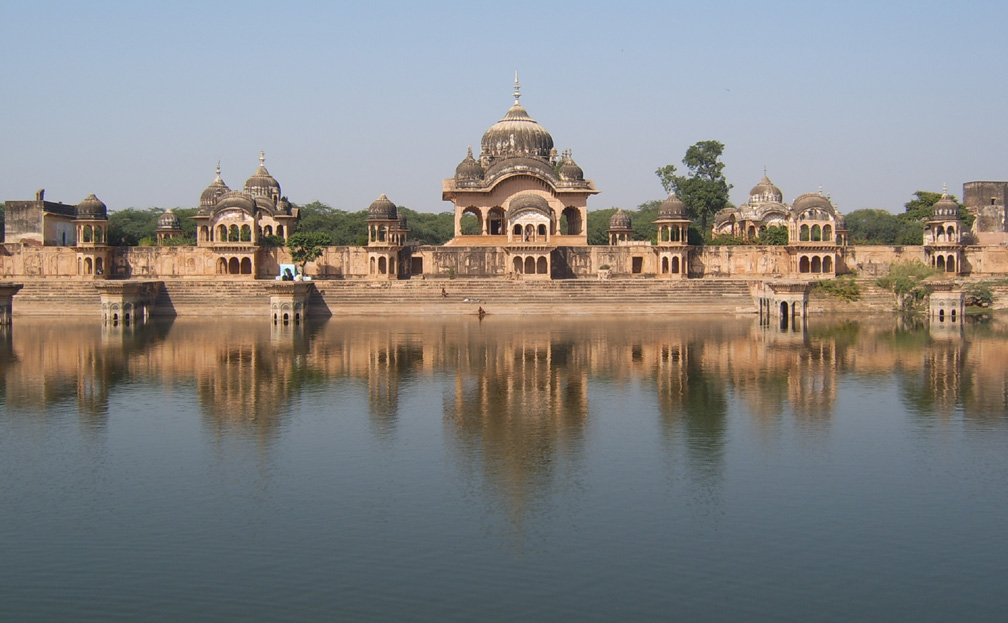
Kusum Sarovar („Blumensee“)-Ghat in Mathura

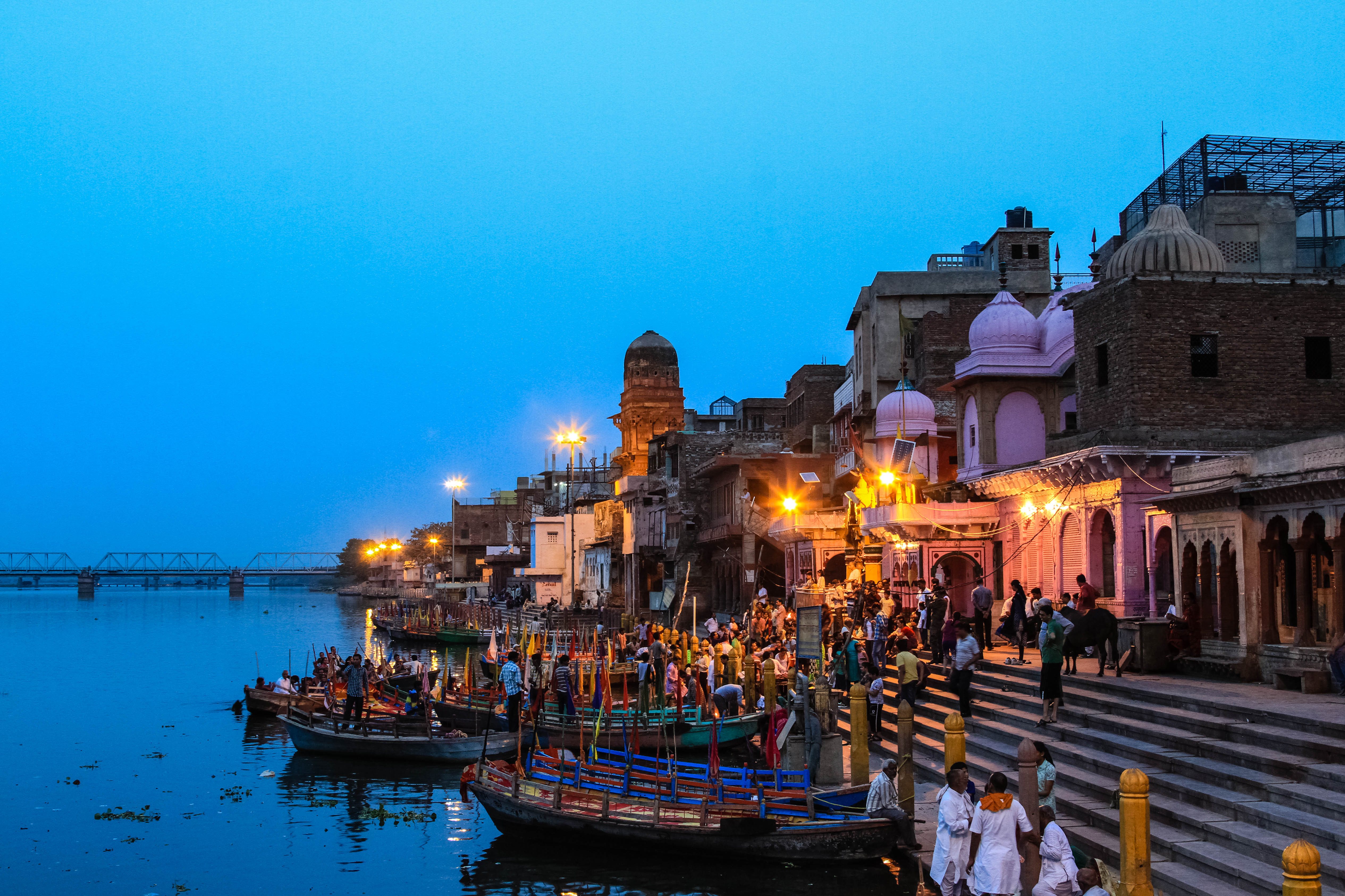
Am Ufer des Yamuna

Im unabhängig gewordenen Indien fand im Oktober 1950 eine Grenzbereinigung mit dem Distrikt Bharatpur statt. Mathura gewann sieben Dörfer (19,17 km²) und verlor eines (2,6 km²). 1957 kamen 3,56 ha vom Distrikt Agra hinzu und 1959 wurden 4,2 ha an den Distrikt Aligarh abgetreten. Im Jahr 1968 umfasste der Distrikt eine Fläche von 3769,5 km². Am 6. Mai 1997 wurde aus Teilen der Distrikte Aligarh, Mathura und Agra der neue Distrikt Mahamaya Nagar (später umbenannt in Distrikt Hathras) geschaffen. Mathura gab 134 Dörfer und zwei Städte an den neuen Distrikt ab.

## Bevölkerung
Die Einwohnerzahl lag beim Zensus 2011 bei 2.547.184. Die Bevölkerungswachstumsrate im Zeitraum von 2001 bis 2011 betrug 22,78 % und war damit sehr hoch. Mathura hatte ein Geschlechterverhältnis von 863 Frauen pro 1000 Männer und eine Alphabetisierungsrate von 70,36 %, eine Steigerung um fast neun Prozentpunkte gegenüber dem Jahr 2001. Etwa 91 % der Bevölkerung waren Hindus und 9 % Muslime.
Knapp 29,7 % der Bevölkerung lebten in Städten. Die größte Agglomeration des Distrikts war Mathura mit 456.706 Einwohnern.

## Landwirtschaft
Der Ackerbau wird ganz überwiegend in Form von Bewässerungsfeldwirtschaft betrieben. Nur in der Monsun-Saison und beim Anbau von Bajra spielt der Regen als Wasserquelle eine Rolle. Nach der Agrarstatistik 2013/14 waren die wichtigsten Kharif-Feldfrüchte Reis (48.000 ha) und Bajra (400 ha). Die wichtigsten Rabi-Feldfrüchte waren Weizen (196.300 ha), Acker-Senf (436.000 ha), Kartoffeln (11.500 ha) und Gerste (4.300 ha).